# Kensuke Fukuda
Kensuke Fukuda (福田 健介 Fukuda Kensuke?, nacido el 24 de julio de 1984 en Shizuoka) es un futbolista japonés que se desempeña como defensa.

## Trayectoria

### Clubes
| Club             | País  | Año         |
| ---------------- | ----- | ----------- |
| Tokyo Verdy      | Japón | 2007 - 2011 |
| Ventforet Kofu   | Japón | 2012 - 2016 |
| V-Varen Nagasaki | Japón | 2017 -      |

## Estadística de carrera

### J. League
| Club             | Año   | J. League | J. League | Copa J. League | Copa J. League | Total | Total |
| Club             | Año   | Part.     | Goles     | Part.          | Goles          | Part. | Goles |
| ---------------- | ----- | --------- | --------- | -------------- | -------------- | ----- | ----- |
| Tokyo Verdy      | 2007  | 15        | 0         | -              | -              | 15    | 0     |
| Tokyo Verdy      | 2008  | 17        | 0         | 4              | 0              | 21    | 0     |
| Tokyo Verdy      | 2009  | 18        | 0         | -              | -              | 18    | 0     |
| Tokyo Verdy      | 2010  | 35        | 1         | -              | -              | 35    | 1     |
| Tokyo Verdy      | 2011  | 24        | 1         | -              | -              | 24    | 1     |
| Ventforet Kofu   | 2012  | 41        | 1         | -              | -              | 41    | 1     |
| Ventforet Kofu   | 2013  | 32        | 2         | 2              | 0              | 34    | 2     |
| Ventforet Kofu   | 2014  | 17        | 0         | 6              | 1              | 23    | 1     |
| Ventforet Kofu   | 2015  | 1         | 0         | 0              | 0              | 1     | 0     |
| Ventforet Kofu   | 2016  | 10        | 0         | 4              | 0              | 14    | 0     |
| V-Varen Nagasaki | 2017  | 7         | 0         | -              | -              | 7     | 0     |
| Total            | Total | 217       | 5         | 16             | 1              | 233   | 6     |